# (48482) Oruki
(48482) Oruki est un astéroïde de la ceinture principale.

## Description
(48482) Oruki est un astéroïde de la ceinture principale. Il fut découvert le 5 février 1992 à Geisei par Tsutomu Seki. Il présente une orbite caractérisée par un demi-grand axe de 3,16 UA, une excentricité de 0,11 et une inclinaison de 6,1° par rapport à l'écliptique.

## Compléments